# Преимущественная конкурентная позиция
Преимущественная конкурентная позиция — конкурентная позиция, приобретение которой участником рынка свидетельствует о том, что ему удалось добиться признания наличия конкурентных преимуществ у окружения по сравнению с конкурентами.
Занимая и отстаивая преимущественные позиции по отношению к конкурентам, участники рынка имеют возможность доказывать окружению и самим себе наличие у них конкурентных преимуществ над тем или иным соперником. Более выгодные позиции выражают наличие у участников рынка фактических конкурентных преимуществ, менее выгодные – наличие у них фактических конкурентных недостатков. Для конкурентов те же самые конкурентные результаты имеют прямо противоположное значение. Конкуренты оказываются обладателями менее значительных конкурентных позиций из чего можно сделать вывод о наличии у них конкурентных недостатков. Чем более преимущественными конкурентными позициями располагает на рынке один его участники, тем худшими признаются конкурентные позиции его соперников. Позиции участников рынка могут улучшаться или ухудшаться по сравнению с позициями конкурентов в глазах потребителей, по мнению органов государственного управления, остального окружения, их самих. Успешные результаты участия в конкуренции одних субъектов предпринимательства оборачиваются безуспешным участием в конкуренции их соперников, и наоборот.  .